# Lophuromys eisentrauti
Lophuromys eisentrauti is een knaagdier uit het geslacht Lophuromys dat voorkomt op 2550 m hoogte op Mount Lefo in Kameroen. Deze soort behoort tot het ondergeslacht Lophuromys en is daarbinnen verwant aan L. aquilus en in het bijzonder L. dieterleni. Er bestaat een mogelijkheid dat L. eisentrauti dezelfde soort vertegenwoordigt als L. eisentrauti, L. zena, L. chrysopus en L. rubecula uit andere Afrikaanse gebergten (de laatste soort wordt tegenwoordig als een synoniem van L. aquilus gezien).
L. eisentrauti werd oorspronkelijk (in 1979) beschreven als een ondersoort van L. sikapusi, maar in 1992 als een aparte soort erkend wegens haar zeer geringe grootte vergeleken met L. sikapusi. De schedellengte van het holotype bedraagt 26,80 mm.